# دارشاو نوشروان واديا

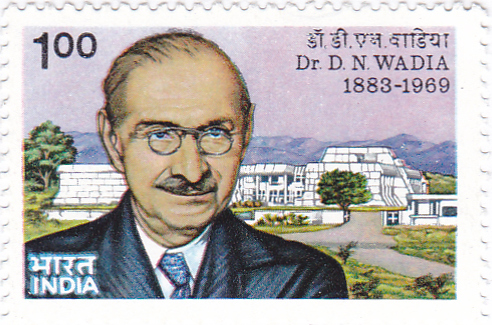
واديا على طابع عام 1984 للهند

الزميل دارشاو نوشروان واديا (23 أكتوبر 1883 - 15 يونيو 1969) كان جيولوجيًا رائدًا في الهند ومن أوائل العلماء الهنود الذين عملوا في المسح الجيولوجي للهند ‏. ذُكر لعمله على طبقات جبال الهيمالايا. ساعد في إجراء دراسات واستقصاءات جيولوجية في الهند، وتحديداً في معهد جيولوجيا الهيمالايا، والذي أعيد تسميته في عام 1976 بعده باسم معهد واديا لجيولوجيا الهيمالايا ‏. لا يزال كتابه المدرسي عن جيولوجيا الهند، الذي نُشر لأول مرة في عام 1919 ، قيد الاستخدام.

## وصلات خارجية
- جيولوجيا الهند للطلاب (1919)
- معهد واديا لجيولوجيا الهيمالايا نسخة محفوظة 30 أكتوبر 2014 على موقع واي باك مشين.
- السيرة الذاتية في Vigyan Prasar
- السيرة الذاتية